# Nechanice
Nechanice é uma cidade checa localizada na região de Hradec Králové, distrito de Hradec Králové‎.